# Diocletianus palotája
Diocletianus palotája egy Kr. u. 300 körül épült antik palota, melyet Diocletianus római császár építtetett. Az épület a horvátországi Splitben található. A császár Kr. u. 305-ben visszavonult a politikától, és 311-ben bekövetkezett haláláig a palotában tartózkodott. A palota maradványai a mai spliti óvárosi központ fontos részét képezik. 
1979 novemberétől az UNESCO világörökség listáján szerepel.

## Építése
A Tabula Peutingeriana néven ismert római térkép adatai alapján az öbölben már az ókorban állt a Spalatum nevű település, amelynek maradványait és méretét a mai napig nem határozták meg. A palota építésének kezdete pontosan nem ismert. Feltételezhetően a tetrarchia bevezetése után, 295 körül kezdték építeni, azonban tíz évvel Diocletianus döntése után, mely alapján 305-ben lemondott a palota még mindig nem készült el. A jelek szerint a császár már itt tartózkodott, amikor még folytak a munkálatok. Azt sem tudni, hogy kinek a tervei szerint épült a palota és kik voltak az építői.
A palota köveibe vésett Zotikos és Filotas nevek görögök és a számos bevésett görög betű arra enged következtetni, hogy számos építtető eredetileg a birodalom keleti részéről származott, vagyis Diocletianus keleti mestereket hozott magával. Ennek ellenére nagyon valószínű, hogy a munkaerő nagy része helyi származású volt. Az alapanyag közelről érkezett. A fehér mészkövet Bračról hozták, néhány követ pedig a Trogir melletti Segetből hoztak. A közeli folyók medréből travertint bányásztak, Salonán és a közelben található műhelyekben pedig téglát készítettek. Az épületegyüttesnek addig nem volt közvetlen előzménye a római építészetben. Eredetisége alapvető funkciójából és a helyhez való alkalmazkodásából ered.

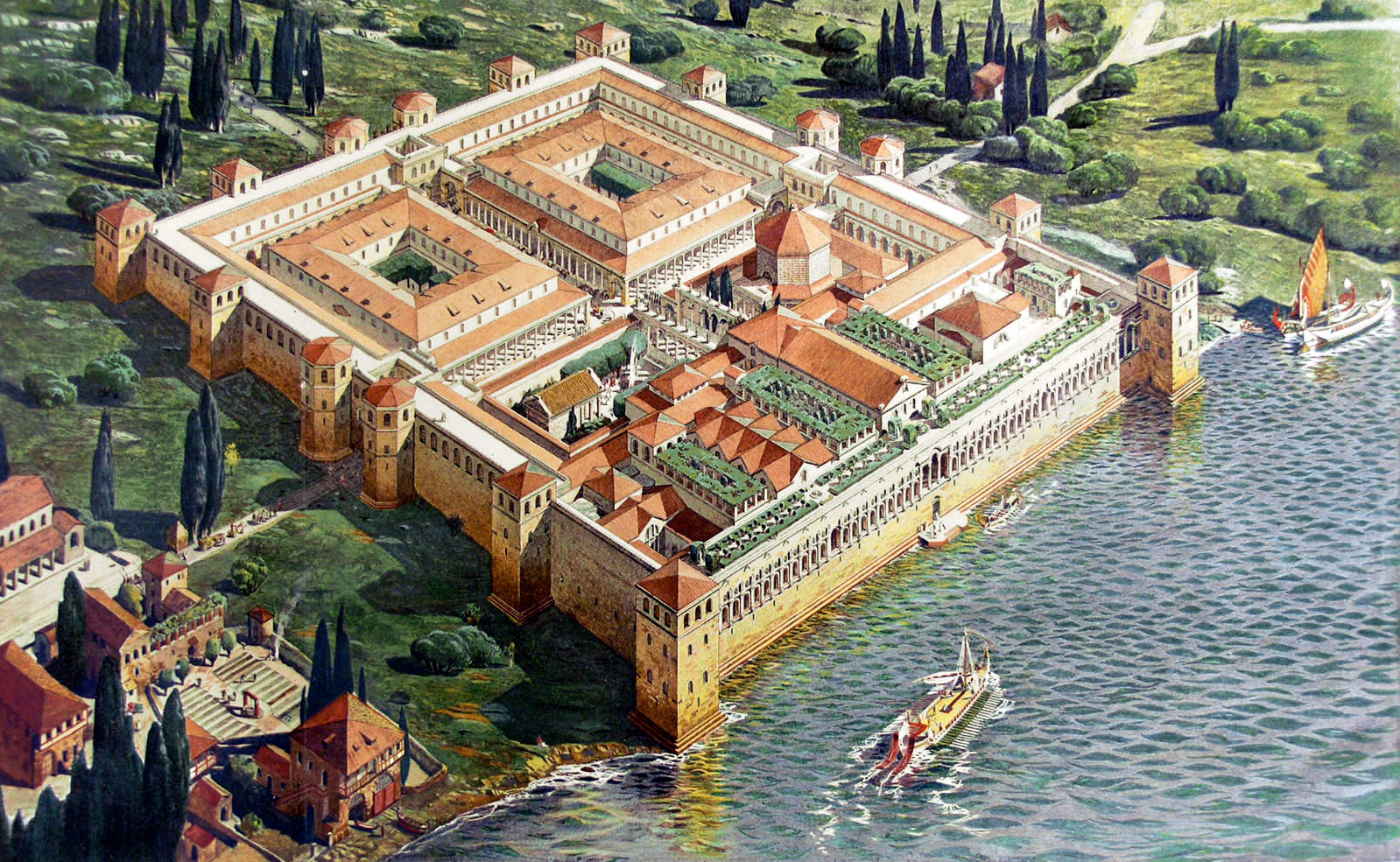
A palota rekonstrukciója

## Építészet
A palota külső formája római castrumhoz, katonai táborhoz hasonlít. A külső falak csaknem szabályos téglalap alaprajzúak, 175-181 x 216 m méretűek, a palota sarkában lévő tornyok pedig a római katonai építészet hagyományait követik. Mivel a palota mindössze 6 km-re volt a legközelebbi nagyvárostól Salonától, sáncokkal volt körülvéve. Belső elrendezése alapvetően katonai táborra emlékeztet. A cardo és a decumanus, a táborok főutcáinak a via praetoriának és a via principalisnak felelnek meg. A palotának négy bejárata volt: három a szárazföldi és egy a tenger felőli oldalon. Az Aranykapu (Porta Aurea, az északi bejárat), a Vaskapu (Porta Aenea, a nyugati bejárat), a Tengeri Kapu (Porta Meridionalis, a déli bejárat), és az Ezüstkapu (Porta Argentea, a keleti bejárat). A mai főbejárat Porta Aenea, vagyis a Vaskapu, míg egykor az északi bejárat a Porta Aurea, vagyis az Aranykapu volt a főbejárat. A palota egész területét két részre osztották, mindegyiknek más volt a célja. Az északi részen a szolgálati helyiségek, az őrség szálláshelyei, a raktárak stb. voltak. A déli, fényűzőbb részen, amelyet a boltozatos alépítmények (a palota úgynevezett pincéi) fölé emeltek, a császári családnak szánt épületek voltak. 

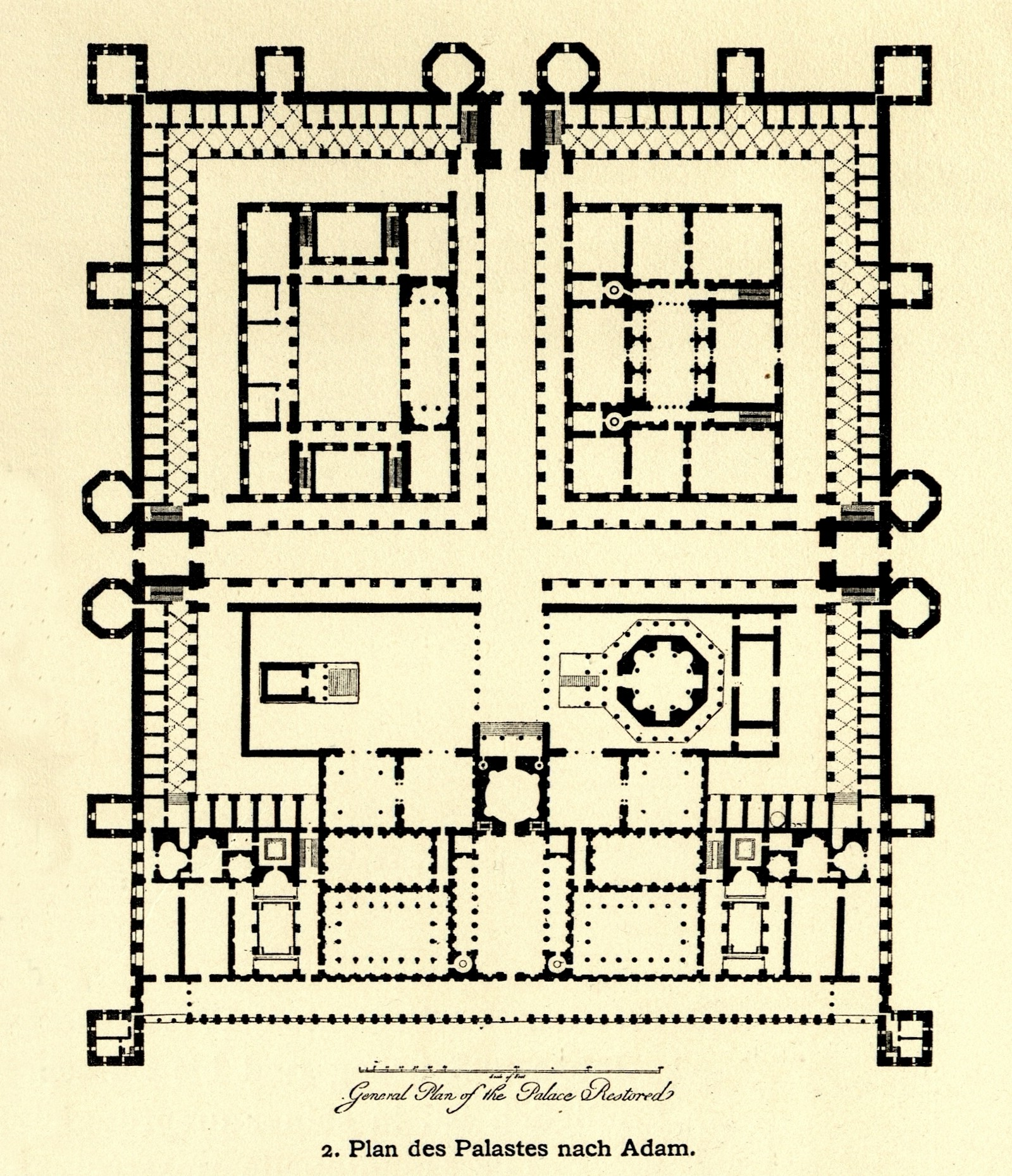
A palota alaprajza R. Adam szerint

A homlokzatok sem voltak egyformák. A legreprezentatívabb a déli, a tengerre néző homlokzat volt, melynek alsó részén (amelyet Diocletianus idejében elöntött a tenger) kisebb nyílások és ajtók voltak. A keleti és nyugati homlokzatok hasonlóak voltak egymáshoz, díszítés nélküliek. Az északi homlokzaton volt a palota főbejárata, az Aranykapu, kettős ajtóval, amelyen egy boltív feküdt fülkékkel, amelyekben szobrok voltak (valószínűleg Jupiter és négy tetrarcha szobrai). A két fő utca közül a cardo a peristiliumhoz, a császár lakása előtti nyílt térhez vezetett, amelynek bal oldalán volt a császár mauzóleuma (ma a Szent Domnius-főszékesegyház). A peristiliumtól jobbra három templom volt. Az első Jupiteré volt, a másik kettőt pedig ma Cybele és Vénusz templomának tartják, bár ezeket a neveket más források nem erősítették meg. A császár lakásába az ellenkező oldalról az előcsarnokon keresztül lehetett bemenni. A szobák korábbi elrendezése az azonos elrendezésű földszinti csarnokok segítségével rekonstruálható.
Összességében a Diocletianus-palota a császári villa, a hellenisztikus város és a megerősített katonai tábor (castrum) elemeit tartalmazza. Építészeti szempontból a fesztávokat többnyire boltívekkel zárták le, amelyek ferdén továbbították az épület súlyát az alapokhoz, míg a reprezentatív részeken a fesztávokat kőgerendák használatával sikerült áthidalni. A reprezentatív részek, valamint minden más, nagyobb igénybevételnek kitett épületrész szilárd, finoman megmunkált kőből készült. A falak vakolt vagy burkolt részei jobban megmunkálható, finomabb kőből épültek, bizonyos közönként négy sor téglával. A boltozatok könnyű folyami kőből (tufa), de a nagyobb koncentrált feszültségnek kitett részek téglából készültek. A mennyezet és a tetőszerkezet fából készült. Az építészeti elemek dekoratív megmunkálása jellemzően a Római Birodalom keleti részének munkamódszerére. A megőrzött részek méreteiből az következik, hogy a palota a római mértékegységben készített terv szerint épült.

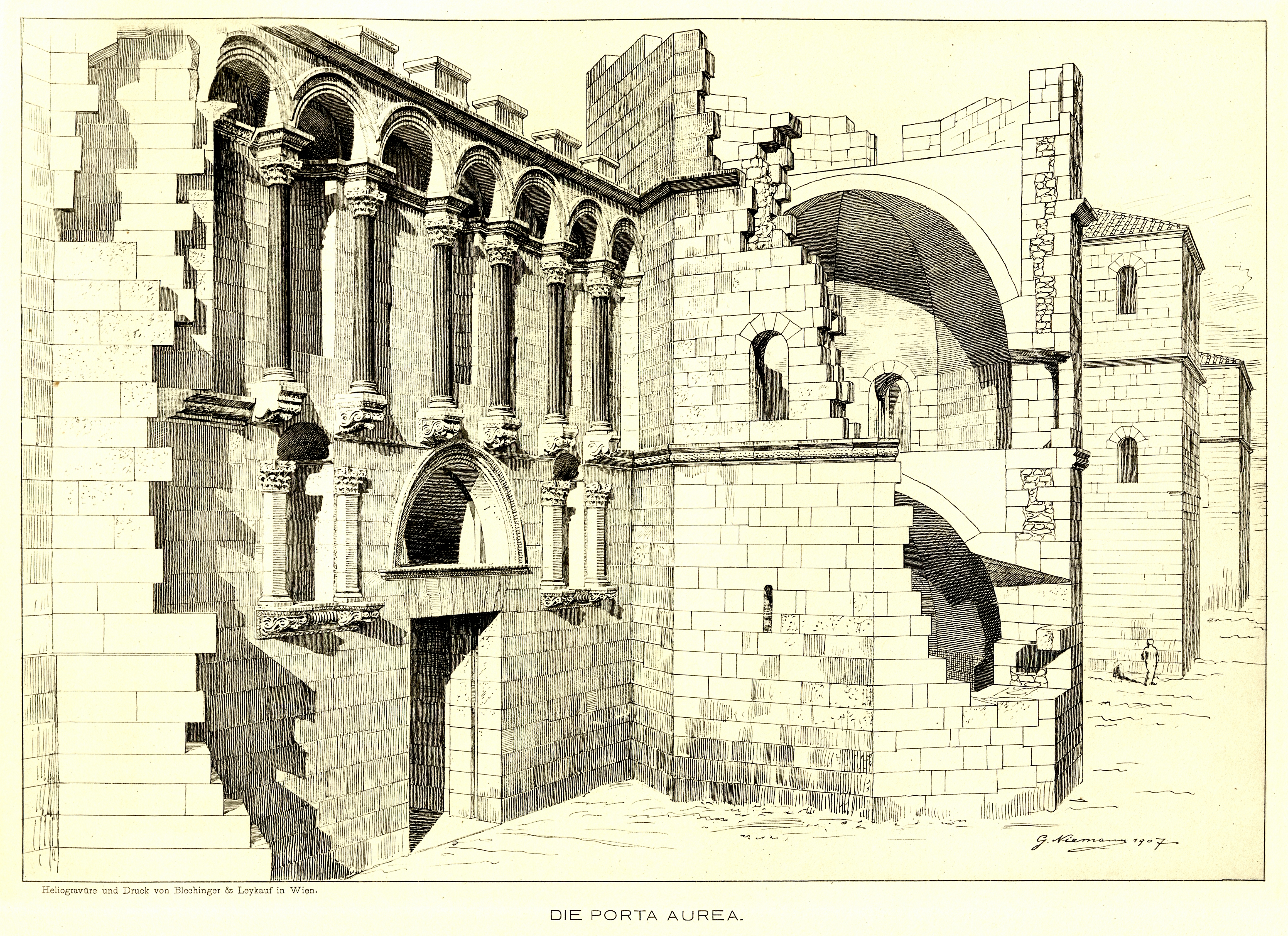
A Porta Aurea rekonstrukciós rajza

### A falak
A palota homlokfalai masszívak és egyszerűek, alsó részükön nyílások nélkül, felső részükben pedig nagy boltíves ablakok tagolták, amelyek a szárazföld felé, azaz a nyugati, északi és keleti homlokzaton egyszerűek voltak, míg a déli homlokzaton a tenger felé párkányok konzolok és félpillérek tagolták. A palota külső falai, a nyugati kivételével, jórészt a mai napig megmaradtak.
A szárazföld felé néző elülső falakon a palota erőd jellegét a tizenhat torony adja. A négy saroktorony négyzet alakú. A nyolc nyolcszögletű torony közül hat a három szárazföldi bejárat mellett, hat téglalap alakú torony pedig a sarok és a nyolcszögletű tornyok között helyezkedett el. A mai napig részben három saroktorony (a délnyugati torony kivételével), a nyolcszögletű és téglalap alakú tornyoknak pedig csak maradványai maradtak fenn. A mai napig három jól megőrzött szárazföldi bejárat építészeti szempontból meg van bontva, különösen az északi, amely Salona felőli főbejárat volt. A déli, tengeri kapu, egyszerű és kisebb méretű, szintén jól megőrzött.

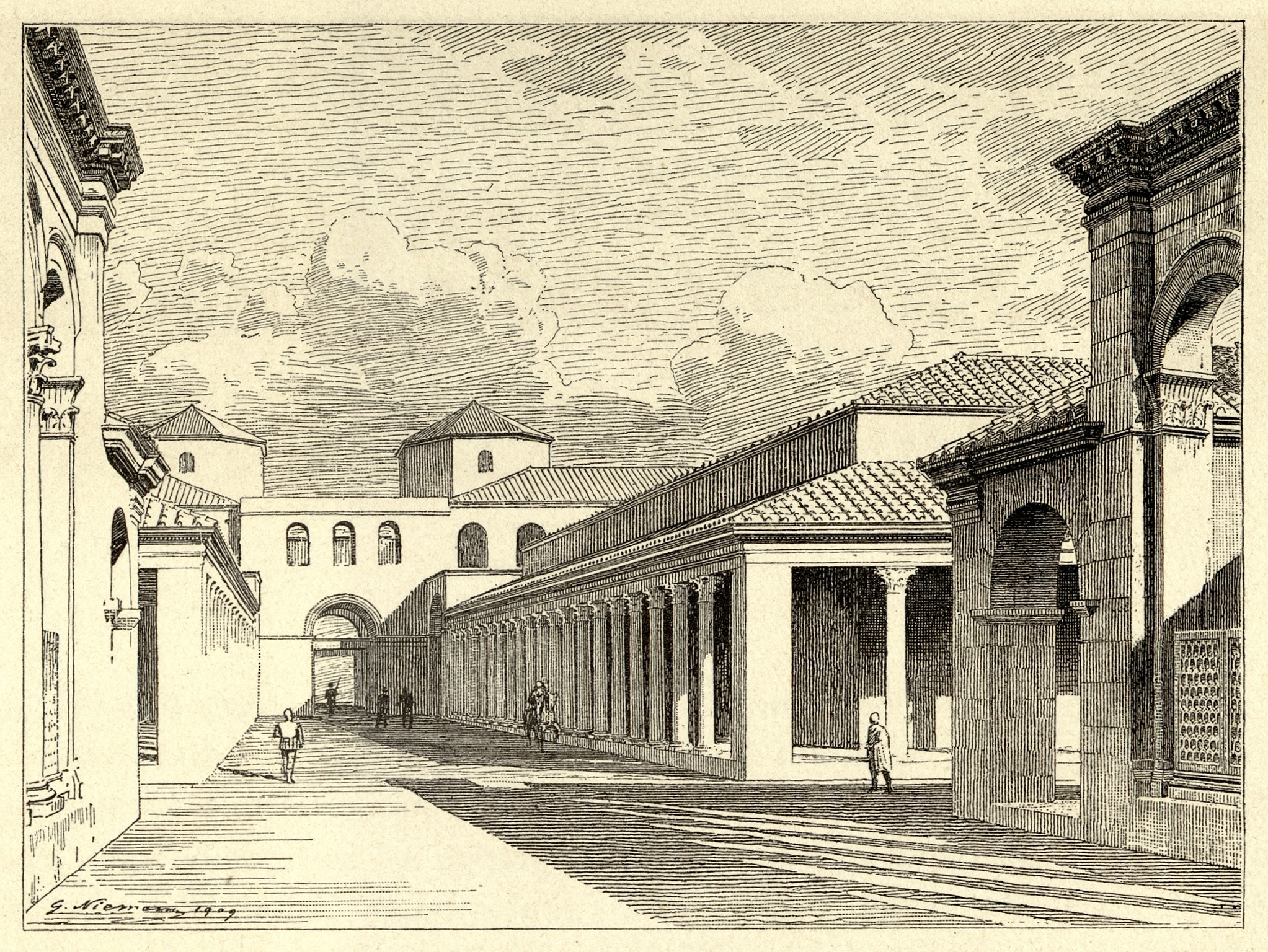
Rekonstrukciós látkép a peristiliumról az északi kapu felé

### A palota belseje
Az árkádokkal szegélyezett széles utcákba (cardo és decumanus) a külső védműveken (propugnaculum) keresztül egy szárazföldi kapun át lehetett bejutni. A főutcák a palota közepén futottak össze, amely mentén délre nyílt tér a peristilium terült el, amelyet boltíves oszlopok szegélyeztek. A peristiliumtól keletre és nyugatra eső szakrális tereket falak keretezték. A keleti területen a mai napig fennmaradt egy monumentális épület, amelynek kívül nyolcszögletű, belül pedig kör alaprajza van, boltozatos tégla kupolával, két oszlop- és koszorúsorra osztva, valamint egy frízzel, amelyen Diocletianus és felesége, Prisika mellszobra látható. Az épületet kívülről veranda (peripterum) határolja, amely nagyrészt a mai napig megmaradt. A korábbi forrásokban ezt az épületet a Jupiter templomaként, az újabb tudományos szakirodalomban pedig Diocletianus mauzóleumaként említik.
A nyugati szakrális területen egy kis, téglalap alakú alaprajzú, kazettás, gazdagon díszített boltozatú boltíves templom maradt fenn aránylag jó állapotban. A korábbi leírások szerint Janus vagy Aesculapius temploma, az újabb irodalom szerint pedig a Jupiter temploma. Ezen a területen két kör alaprajzú templom maradványait is megtalálták. A split kancellár, Prokulijan 16. századi leírása szerint a déli templomot Kübelének, az északi pedig a Vénusznak szentelték. A peristilium déli oldalán középen lépcső ereszkedik a földszinti csarnokokba, összekötve a déli bejáratot a palota közepével. A prothyron verandáján két oldalsó lépcső emelkedik, ahonnan a császári lakrész előcsarnoka érhető el.

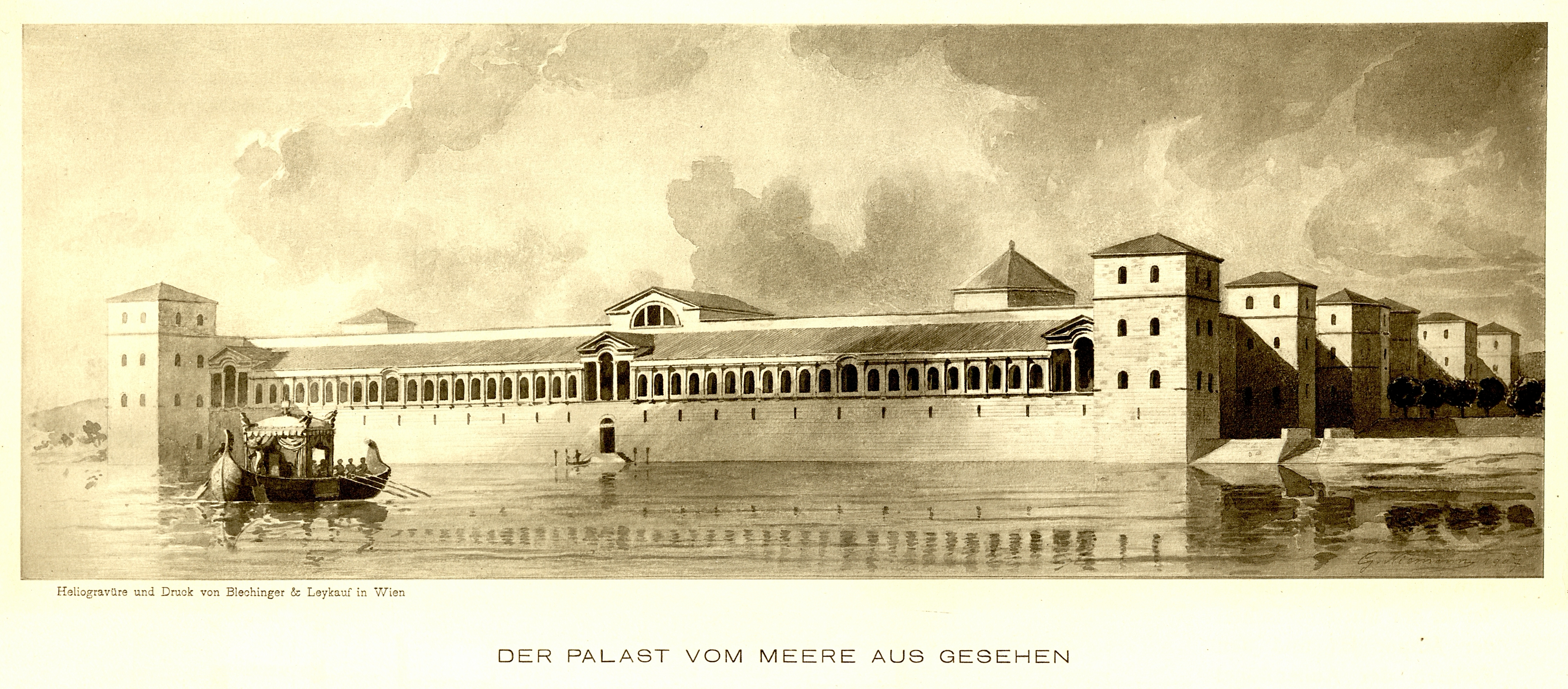
A palota rekonstruált látképe a római korban

### A császári lakrész
Az épület kívülről négyzet alakú, belül kör alakú, kupolával boltozva. Innen közelítették meg a császár lakrészét, amely 40 m hosszúságban nyúlt el a teljes déli homlokzat mentén. Csak részben maradt fenn a felső emelet, de szinte teljesen fennmaradt a földszinti rész szerkezete, amely a felső részt közvetlenül hordozta. Így látható maradt a felső terek általános elrendezése, valamint a felső és az alsó rész egybeesése miatt alaprajza is. Az emelet nyugati oldalán fennmaradt egy kupolás csarnok és két, apszissal rendelkező csarnok, míg a keleti oldalon pedig egy nyolcszögletű ebédlőterem (triclinium) három keresztcsarnokkal. A nyugati keresztcsarnok fala teljes magasságban megmaradt. Diocletianus lakrészét a déli homlokzat mentén egy hosszú terem (criptoporticus) kötötte össze, ahonnan 42 ablakon és három loggián keresztül nyílt kilátás a tengerre. A császár lakrészétől északra nemrég két fürdőt találtak, az egyiket a nyugati, a másikat a keleti csarnok mellett. A palota északi részén két épület volt, amelyeket a külső falakkal párhuzamos fő- és mellékutcák határoltak. A palotában több helyen előkerültek az eredeti csatornarendszer részei. Egy 9 km hosszú vízellátó rendszer látta el a palotát ivóvízzel, melynek nagy része még ma is használatban van.

## A palota további sorsa
Diocletianus császár 316-ban bekövetkezett halálával az élet a palotában nem ért véget. Az átalakítások a palota történetének első századaiban kezdődtek. Mivel a római császárok tulajdonában volt, menedéket nyújtott a császári család száműzött tagjainak. A következő fontos esemény a 6. század elején Salona városának a barbárok általi lerombolása volt, amikor a száműzött lakosság egy része menedéket talált a palota falai között és új, szervezett városi élet kezdődött itt.
A középkor időszakában, a 12. és a 14. század között jelentős építészeti fejlődés következett be, amikor számos középkori ház töltötte ki nemcsak a római épületek, hanem az utcák és árkádok szabad helyeinek nagy részét is. Ebben az időszakban épült a Szent Domnius-főszékesegyház román stílusú harangtornya. A román művészetet olyan nagy mesterek alkotásai is képviselik, mint Andrija Buvina, aki a katedrális faajtóit készítette a 13. században, és Juraj Dalmatinac, akinek építőműhelyei a velencei gótikus és reneszánsz stílusú csodálatos nemesi palotákat építették. A katedrálisban található remekműve a Szent István-oltár.
Köztudomású, hogy velencei Santa Maria della Salute templomot részben a Diocletianus-palota nyolc tornyának kőtömbjeiből, valamint az északi és keleti falak anyagából építették, amelyeket Alvise Zorzi velencei kormányzó parancsára bontottak le.
A palota a 7. század óta Split városának része, amely a kora középkor óta nyugat felé terjeszkedik, és több alkalommal falakkal kerítették el. A palota szakrális épületeinek adaptációi fellelhetők a spliti székesegyházban és keresztelőkápolnában, a kora román stílusú Szent Márton és Tornyos Boldogasszony templomokban és több kora román, román, gótikus, és reneszánsz épületben, melyek tanúi a város folyamatos életének és új életminőségek megjelenésének, amelyek a Diocletianus-palota megmaradt részeivel a legnagyobb értékeit alkotják az építészeti örökségnek.

## Galéria
- A fórum maradványai
- A palota alagsora
- Az Aranykapu
- A Vaskapu
- A Vaskapu előtti tér
- Az ezüstkapu látképe
- Az Ezüstkapu környéke
- A székesegyház a palota területén
- Dombormű a mauzóleumban
- A peristilium látképe
- A harangtorony a peristiliumból
- A peristilium részlete
- Szfinx a palotában
- A Jupiter-templom
- A Jupiter-templom faragványai

## Fordítás
Ez a szócikk részben vagy egészben  a   Dioklecijanova palača című horvát Wikipédia-szócikk ezen változatának fordításán alapul.  Az eredeti cikk szerkesztőit annak laptörténete sorolja fel. Ez a jelzés csupán a megfogalmazás eredetét és a szerzői jogokat jelzi, nem szolgál a cikkben szereplő információk forrásmegjelöléseként.